# Alianza Mundial por la Energía Descentralizada
La Alianza Mundial por la Energía Descentralizada (WADE del inglés: World Alliance for Decentralized Energy) fue fundada en 1997 con el nombre original de International Cogeneration Alliance. Inicialmente se formó en respuesta a las reuniones de la UNFCCC en Kyoto para conseguir los objetivos de cogeneración incluidos en la agenda. En 2002 la organización cambió su nombre a WADE y amplió su ámbito para incluir todas las formas de energía descentralizada o generación distribuida incluyendo tecnologías renovables tales como la energía solar fotovoltaica y pequeños sistemas de energía eólica.